# Herman Melville
Herman Melville (Nova Iorque, 1.º de agosto de 1819 – Nova Iorque, 28 de setembro de 1891) foi um escritor, poeta e ensaísta americano, conhecido por seu romance Moby Dick, um dos livros mais populares da história. É também lembrado por seu conto Bartlebly, o escrivão, considerado um precursor da literatura do absurdo (praticada, posteriormente, por autores como Franz Kafka e Albert Camus no século XX).
Obteve grande sucesso no início de sua carreira, mas, por conta de polêmicas pessoais e fracassos editoriais, morreu em quase completo esquecimento, sendo que sua obra só foi revista e repopularizada no início do século XX.

## Biografia
Herman Melville foi o terceiro filho de Allan e Maria Gansevoort Melville (que posteriormente acrescentaria a letra "e" ao sobrenome). Quando criança, Melville teve escarlatina, o que afetou permanentemente sua visão. Mudou-se com a família, em 1830, para Albany, onde frequentou a Albany Academy. Após a morte do pai, em 1832, teve de ajudar a manter a família (então com oito crianças). Assim, trabalhou como bancário, professor e agricultor. Em 1839, embarcou como ajudante no navio mercante St. Lawrence, com destino a Liverpool e, em 1841, no baleeiro Acushnet, a bordo do qual percorreu quase todo o Pacífico. Quando a embarcação chegou às ilhas Marquesas, na Polinésia francesa, Melville decidiu abandoná-la para viver junto aos nativos por algumas semanas. As suas aventuras como "visitante-cativo" da tribo de canibais Typee foram registadas no livro Typee, de 1846. Ainda em 1841, Melville embarcou no baleeiro australiano Lucy Ann e acabou por se unir a um motim organizado pelos tripulantes insatisfeitos pela falta de pagamento. O resultado foi que Melville foi preso em uma cadeia no Tahiti, da qual fugiu pouco depois. Todos esses acontecimentos, apesar de ocuparem menos de um mês, são descritos em seu segundo livro Omoo, de 1847. No final de 1841, embarcou como arpoador no Charles & Henry, na sua última viagem em baleeiros, e retornou a Boston como marinheiro, em 1844, a bordo da fragata United States. Os dois primeiros livros renderam-lhe muito sucesso de crítica, público e um certo conforto financeiro.
Em 4 de agosto de 1847, Melville casou com Elizabeth Shaw e, em 1849, lançou seu terceiro livro, Mardi. Da mesma forma que os outros livros, Mardi inicia-se como uma aventura polinésia, no entanto, desenvolve-se de modo mais introspectivo, o que desagradou o público já cativo. Dessa forma, Melville retomou à antiga fórmula literária, lançando duas novas aventuras: Redburn (1849) e White-Jacket (1850). Nos seus novos livros já era possível reconhecer o tom visivelmente mais melancólico, que adotaria a seguir. Em 1850, Melville e Elizabeth mudaram-se para Arrowhead, uma quinta em Pittsfield, Massachusetts (atualmente um museu), onde Melville conheceu Nathaniel Hawthorne, a quem dedicou Moby Dick, publicado em Londres, em 1851. O fracasso de vendas de Moby Dick e de Pierre, de 1852, fez com que o seu editor recusasse o manuscrito, hoje perdido, The Isle of the Cross.
Herman Melville morreu em 28 de setembro de 1891, aos 72 anos, em Nova York, em total obscuridade. Foi sepultado no Cemitério de Woodlawn. O obituário do jornal The New York Times foi breve e errou o título de sua obra-prima citando-a como "Mobie Dick". Depois de 30 anos guardado numa lata, Billy Budd, o romance inédito na época da morte de Melville foi publicado em 1924 e posteriormente adaptado para ópera, por Benjamin Britten, e para o teatro e o cinema, por Peter Ustinov.

### Romances
- Typee: Um Olhar sobre a Vida na Polinésia (1846)[8]
- Omoo: Uma Narrativa de Aventuras nos Mares do Sul (1847)[8]
- Mardi (1849)[8]
- Redburn (1849)[8]
- White-Jacket (1850)[8]
- Moby Dick, a baleia branca (1851)[8]
- Pierre (1852)[8]
- Isle of the Cross (1853)
- Israel Potter (1855)[8]
- O Homem de Confiança (1857)[8]
- Billy Budd (1924)[8]

### Contos
- The Piazza Tales, (1856)[8]
  - The Piazza,
  - Bartleby, o Escrivão,[8]
  - Benito Cereno,[8]
  - The lightning-Rod Man,
  - The Encantadas, or Enchanted Isles,[8]
  - The Bell-tower